# Glyptopora stonewallensis
Glyptopora stonewallensis är en mossdjursart som beskrevs av Coryell in Morgan 1924. Glyptopora stonewallensis ingår i släktet Glyptopora och familjen Hexagonellidae. Inga underarter finns listade i Catalogue of Life.